# Léon Delderenne
Léon Delderenne, né à Anvers le 27 janvier 1864 et mort à Ekeren le 12 juillet 1921, est un peintre belge.

## Biographie

### Famille
Léon (Leo Antonius Paulus) Delderenne, né Marché aux chevaux no 33 à Anvers le 27 janvier 1864, est le fils de l'ingénieur en mécanique André Joseph Delderenne (1828-1888) et d'Anna Joanna Celestina Schewyck (1822). Léon Delderenne épouse en 1888 Antonine Thérèse Adriaenssens. Le couple a trois enfants.

### Formation
Jusqu'en 1884, Léon Delderenne est étudiant à l'Académie royale des beaux-arts d'Anvers, où il bénéficie de l'enseignement de Joseph Van Luppen (peinture de paysage) et de Jean-Emmanuel Van den Bussche (perspective pittoresque). En dernière année, il obtient plusieurs prix décernés par l'institution académique, dont le 3e prix d'excellence en peinture de paysages et d'animaux.

### Carrière
En 1883, Léon Delderenne se fait connaître du public en exposant au Salon de Gand. Le peintre envoie ensuite ses œuvres à plusieurs salons triennaux belges, de même qu'à la salle Verlat à Anvers.
Il présente Fin d'automne, à l'Exposition de Bordeaux de 1895 et participe au salon de Paris du Salon des artistes français de 1910 (Le Géant de la forêt ; Fontainebleau), 1911 (Bruyère dans les dunes) et 1912 (Dunes dans la bruyère de Calmpthout).
Le 12 juillet 1921 Léon Delderenne, domicilié villa des Arts à Hoogboom, meurt, à l'âge de 57 ans, à Ekeren.

## Œuvre

### Caractéristiques
Son champ pictural couvre les paysages, parfois étoffés de représentations animalières, les marines les natures mortes souvent florales. En qualité de peintre des sites de la Campine, il est représentatif de l'école de Mol et figure parmi les peintres de l'exposition internationale d'art organisée dans la commune en 1907. En 1907, lors de l'exposition de ses œuvres à la salle Verlat, le quotidien Le Matin publie : « Exposition très jolie et surtout très variée par le talentueux paysagiste Léon Delderenne : des bruyères, des drèves, des sous-bois, un admirable Ruisseau, la perle du salon, et des marines moins intéressantes. Son talent s'assouplit, sa vision devient plus nette, son coloris plus harmonieux. »

### Expositions belges
- Salon de Gand de 1883 (XXXIIe) : Vue à Merxem, au mois de mars[3].
- Salon de Bruxelles de 1887 : L'Étang dans un bois[9].
- Salon d'Anvers de 1888 : Le Bois aux hêtres, février[10].
- Salon de Gand (XXXIVe) de 1889 : La Sortie d'un chemin creux[11].
- Salon d'Anvers de 1891 : Le Vieux Chêne[12].
- Exposition universelle de 1894 à Anvers : Dans les bois du comte Ch. de Liedekerke à Pailhe[13].
- Salle Verlat à Anvers en 1902 : exposition des peintures Léon Delderenne, du 23 au 30 novembre 1902[14].
- Salle Verlat à Anvers en 1903 : exposition des peintures de Léon Delderenne, du 20 au 30 décembre 1903[15].
- Salle Verlat à Anvers en 1905 : exposition des peintures de Léon Delderenne, du 20 au 31 décembre 1905[16].
- Salle Verlat à Anvers en 1907 : exposition des peintures de Léon Delderenne, en décembre 1907[8].

### Galerie

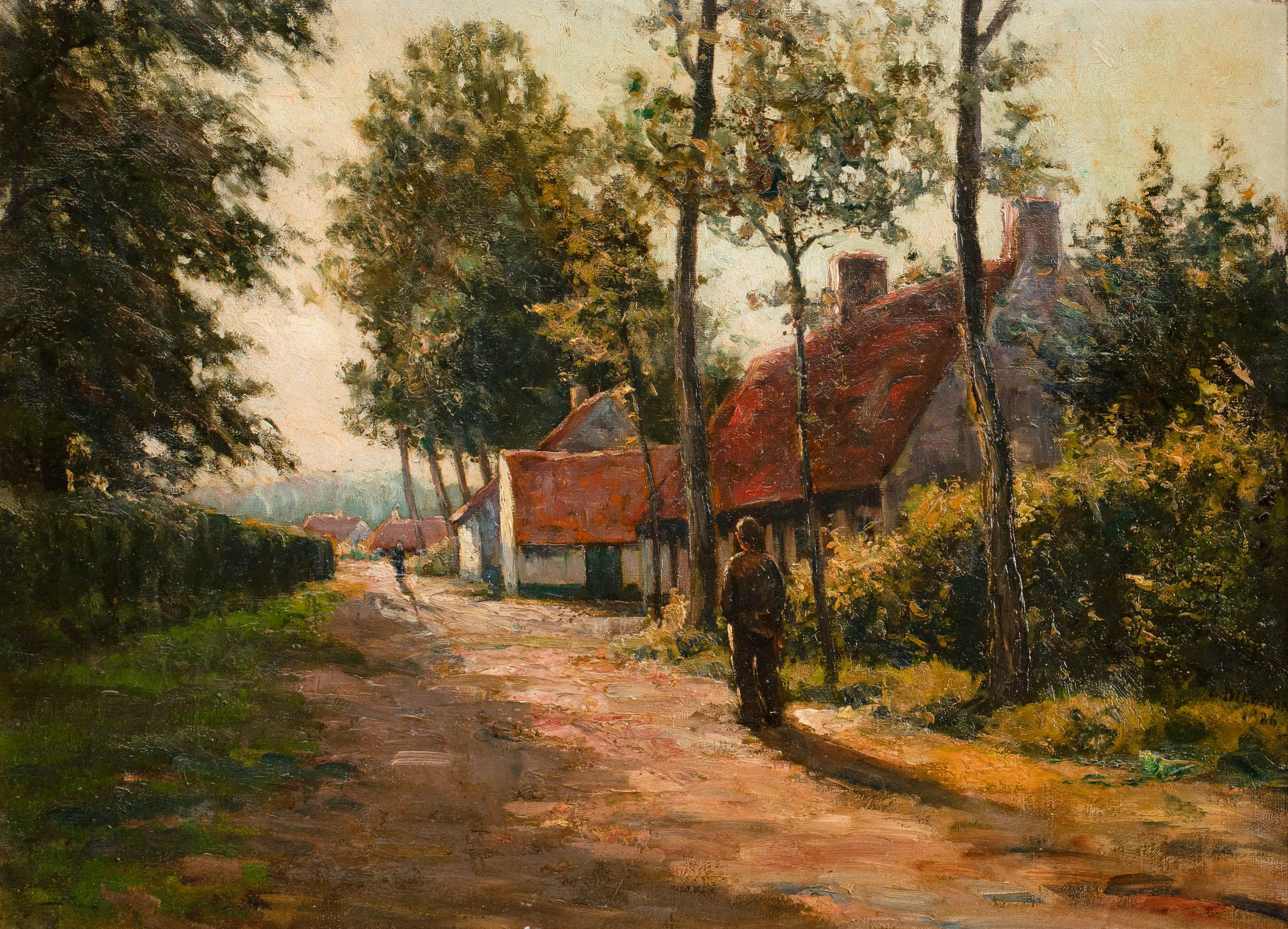
Vue de village avec figures (1886).
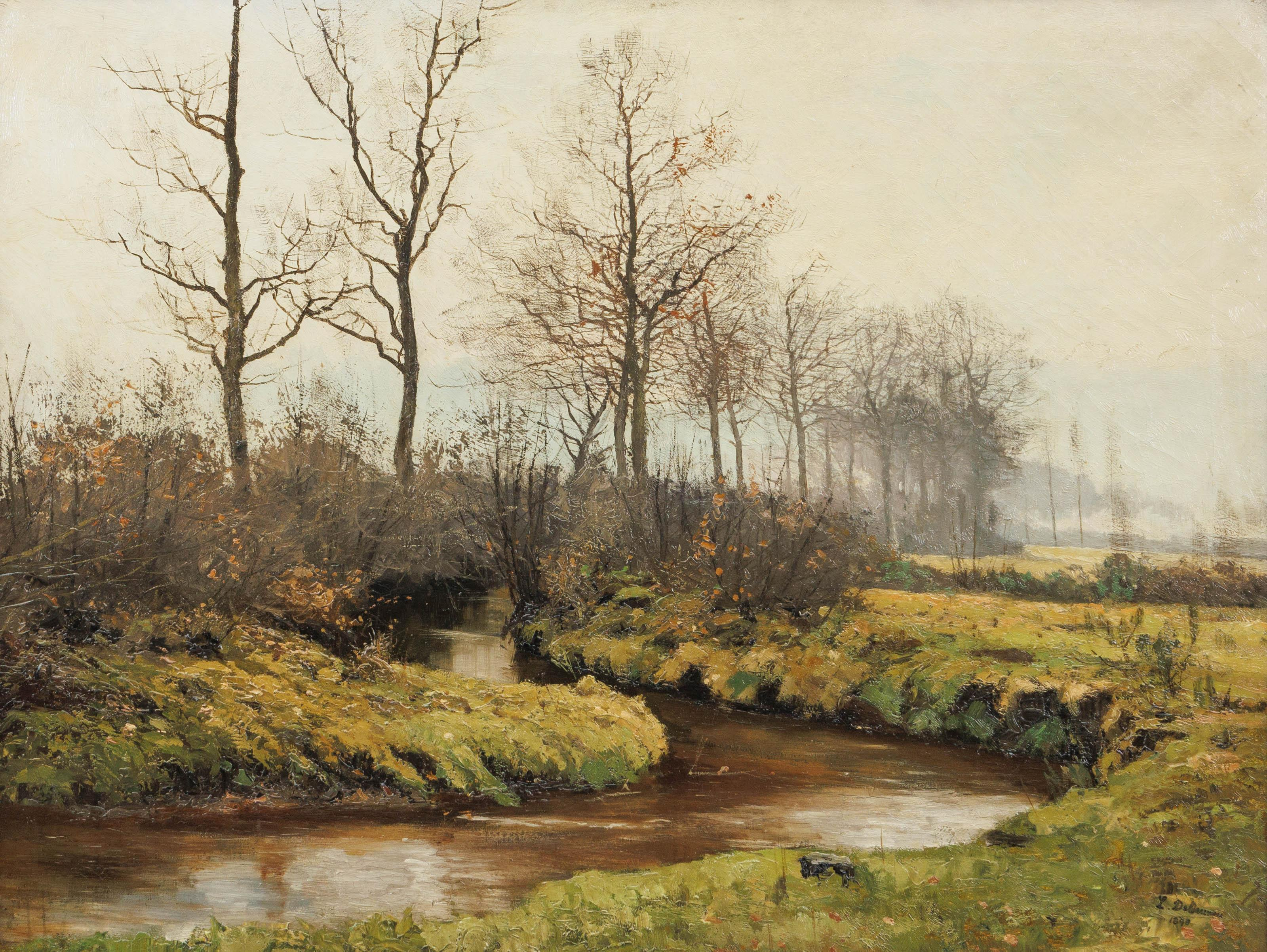
Paysage (1890).
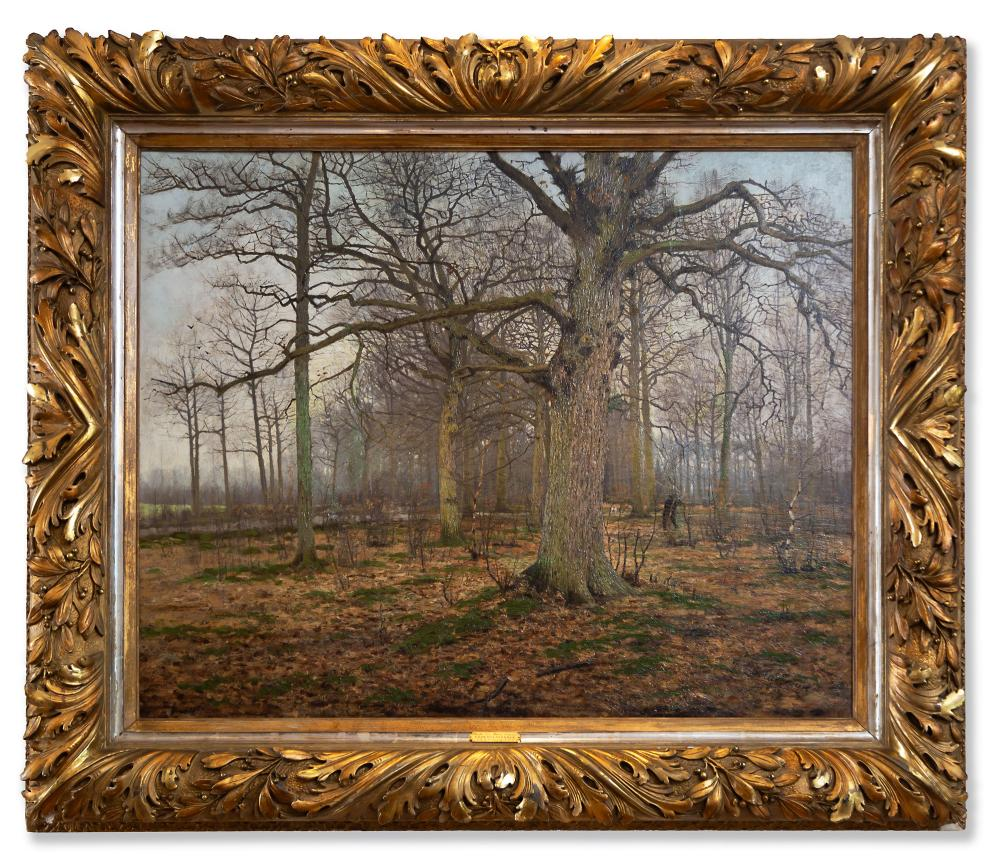
Chasseur dans l'intérieur d'une forêt (1892).
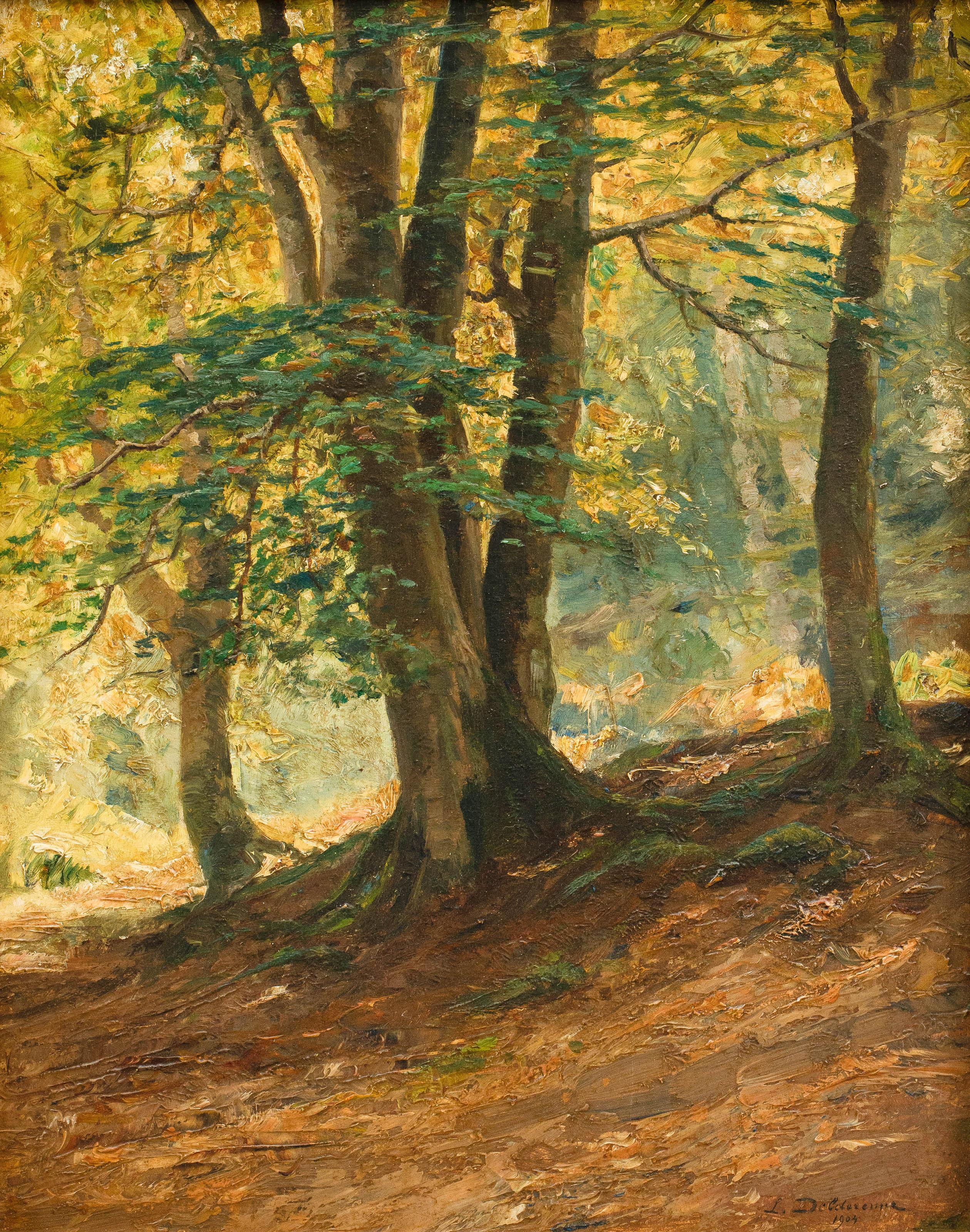
Paysage boisé (1904).
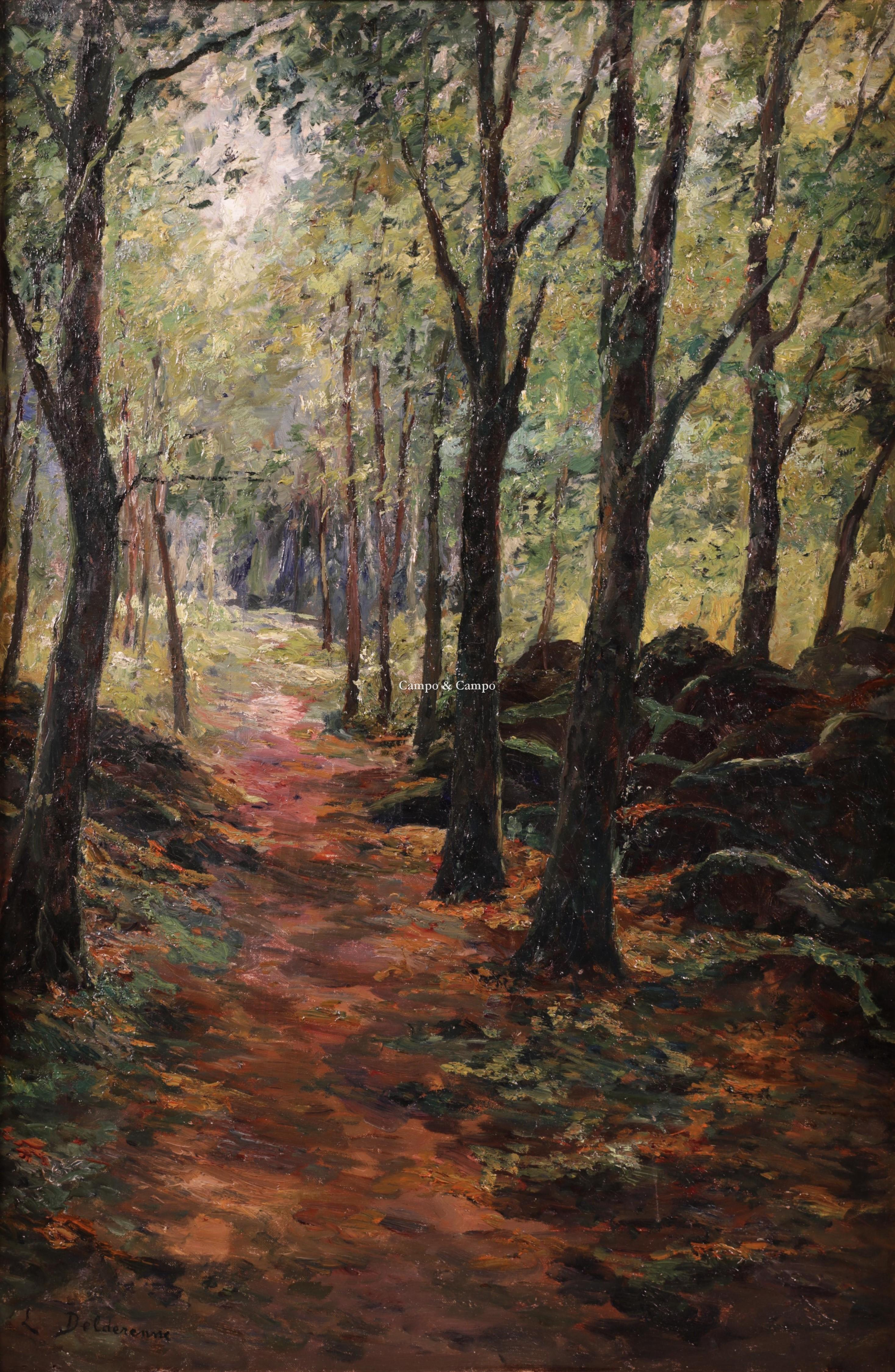
Vue d'une forêt.